# Afgevlakte duinslak
De afgevlakte duinslak (Cernuella neglecta) is een slakkensoort uit de familie van de Geomitridae. De wetenschappelijke naam van de soort is voor het eerst geldig gepubliceerd in 1805 door de Fransman Jacques Draparnaud.

## Beschrijving
Cernuella neglecta heeft een laag-kegelvormig tot soms bijn plat huisje met 4,5 tot 5,5 iets bolle windingen gescheiden door een matig diepe sutuur. De navel is breed en neem 1/5 van de total breedte in.

## Afmetingen
- Hoogte: 6 tot 11 mm
- Breedte: 8 tot 18 mm

## Habitat
Cernuella neglecta kan men aantreffen op onbeschutte, vaak droge en zonnige plaatsen. De soort is veelal te vinden in wegbermen en op puinhellingen.

## Gelijkaardige soorten in België en Nederland
- Cernuella aginnica (Franse duinslak)
- Cernuella cisalpina (Griekse duinslak)
- Cernuella virgata (Bolle duinslak)